# B.J. Elder
Barry Jaquawn Elder, detto B.J. (Madison, 9 settembre 1982), è un ex cestista statunitense, professionista in Italia.

## Carriera
In Italia ha vestito le maglie della Pallacanestro Biella e della Pallacanestro Cantù in Serie A.
Il 30 luglio del 2010 diventa ufficialmente un giocatore dell'Aurora Basket Jesi, squadra che milita in Legadue.
La stagione successiva la passa interamente a Veroli, sempre in Legadue.
Il 16 luglio 2012 firma per l'Aquila Basket Trento.

## Palmarès
- All-NBDL Second Team (2007)
- Coppa Italia di Legadue: 1
 Aquila Trento: 2013